# Sagittidae
De Sagittidae zijn een familie in de taxonomische indeling van de pijlwormen. De familie werd in 1905 beschreven door Claus & Grobben.

## Geslachten
De familie telt volgende geslachten:
- Geslacht Aidanosagitta
- Geslacht Caecosagitta
- Geslacht Decipisagitta
- Geslacht Ferosagitta
- Geslacht Flaccisagitta
- Geslacht Mesosagitta
- Geslacht Parasagitta
- Geslacht Pseudosagitta
- Geslacht Sagitta
- Geslacht Serratosagitta
- Geslacht Solidosagitta
- Geslacht Zonosagitta